# وادي المجنون
وادي المجنون أو مَزارو هو نهر في صقلية إيطاليا.
يتدفق نهر مزارو 28 كيلومتر (17 ميل) عبر جنوب غرب صقلية  من مصدرها في Rapicaldo ، الواقعة داخل حدود مدينة سَليمي ، إلى البحر الأبيض المتوسط في مازر.